# Riječani (Laktaši)
Riječani (szerbül: Ријечани), település Bosznia-Hercegovinában, Laktaši községben, Bosanska krajina területén, a Szerb Köztársaságban. 

## Fekvése
Bosznia-Hercegovina északi részén, Banja Lukától légvonalban 16, közúton 24 km-re északra, községközpontjától légvonalban 3, közúton 5 km-re nyugatra, a Banjalučka Kozara-hegység területén, a Velika rijeka völgyében, 135-300 méteres magasságban fekszik. 

## Népessége
| Nemzetiségi csoport | Népesség 1991 | Népesség 2013 |
| ------------------- | ------------- | ------------- |
| Szerb               | 85            | 117           |
| Bosnyák             | 0             | 1             |
| Horvát              | 11            | 9             |
| Jugoszláv           | 4             | 0             |
| Egyéb               | 18            | 0             |
| Összesen            | 118           | 127           |

## Története
A Mala és a Velika rijeka összefolyása felett emelkedő hegycsúcson már a történelem előtti időkben vár állt. A várról ugyan semmilyen történeti forrás nem ír, kettős, néhol pedig hármas védősáncai a mai napig jól kivehetők az erdővel sűrűn benőtt magaslat tetején.
Riječani a legutóbbi időkig Mahovljani része volt, lakosságát is csak 1991-ben számlálták meg először önállóan, amikor 118-an lakták. A daytoni békeszerződést követő területfelosztásnál Laktaši község részeként a Szerb Köztársaság területéhez került. 

## Nevezetességei
- Gradina – őskori erőd maradványa. A Mala és a Velika-patakok összefolyása felett, egy sűrű erdővel benőtt, csúcsos hegytetőn, egy délkelet-északnyugati tájolású, ovális alakú földvár maradványa látható, melyet kettős, de néhány helyen hármas sánc védett. Régészeti kutatása még nem volt, a felszínen leletek nem találhatók, ezért kormeghatározása bizonytalan.[4]